# 律 (仏教)
律（りつ、巴:梵: Vinaya, ヴィナヤ、漢：毘奈耶）とは、仏教において僧団（サンガ）に属する出家修行者（比丘, bhikkhu, bhikshu）が守らなければならない、規則の事である。様々な律蔵が漢訳によって伝えられたが、日本においては主に四分律が用いられた。僧侶（比丘・比丘尼）のみに課される戒である波羅提木叉（別解脱戒、具足戒）のことであり、僧団で守るべき集団規則である。
戒の中でも波羅夷罪と呼ばれる四つの罪を破った場合には僧団を追放され、再び僧侶となることはできない。また、僧残罪では、僧団を追放されるということはないが、一定期間、僧としての資格を剥奪されるなど、罪により罰則の軽重が異なる。
上座部仏教では227戒、大乗仏教では用いる律によってその数が異なるが、四分律の場合、比丘は250戒、比丘尼は350戒の戒がある。

## 歴史
釈迦が成道して布教活動を行って仏教教団が形成された結果、団体を維持するための規則が必要となり、釈迦の在世中はその時々に応じて釈迦が規制を定めた。ゆえに、これらの規制には「～してはならない」という禁止事項が多い。
釈迦が亡くなる直前の言葉は以下であった。
釈迦の死後、教団の維持・発展が残された弟子たちの使命となり、迦葉が収集して開催された第一結集において、持律第一と称された優波離を中心に律蔵の再編集が行われた。以降、僧侶たる者は経・律・論を全て修めることが求められるようになり、これらを全て修めた者は三蔵と呼ばれた。
しかし釈尊の死後から100年後、戒律の1つの僧侶の財産の所有禁止という項目を巡って、上座部と大衆部との間で論争が起き、教団は2つに分裂した（根本分裂）。
いずれにせよ、律の条項を遵守する事は多くの部派において必修であり、僧侶と在家信者を区別する最大の理由として受け継がれている。現在においてもタイやスリランカの南方仏教では戒律が厳守されており、中国からベトナムにかけての大乗仏教、チベット密教におけるゲルク派などにおいても概ね同様である。ただし、後世のインドやチベットで行われた後期密教、日本の鎌倉仏教など、律ではなく戒によって僧の資格とするもの、あるいは浄土真宗の戒すら不要とする「無戒」論などがあり、しばしば異端視される。

## 種類
現存する律は、以下の6種類。
| 律名                 | 収録場所                           | 所持部派       | 利用                                             |
| -------------------- | ---------------------------------- | -------------- | ------------------------------------------------ |
| 『パーリ律』         | パーリ語仏典律蔵                   | 分別説部       | 上座部仏教（南伝仏教）圏で用いられる。           |
| 『五分律』           | 大正蔵1421                         | 化地部         |                                                  |
| 『摩訶僧祇律』       | 大正蔵1425                         | 大衆部         |                                                  |
| 『四分律』           | 大正蔵1428                         | 法蔵部         | 中国仏教（北伝仏教）圏（律宗）で主に用いられる。 |
| 『十誦律』           | 大正蔵1435                         | 説一切有部     | 真言宗（真言律宗）によって重視された。           |
| 『根本説一切有部律』 | 大正蔵1442-1459 チベット大蔵経律蔵 | 根本説一切有部 | チベット仏教で用いられる。                       |

また加えて、飲光部の戒本として、漢訳の『解脱戒経』（大正蔵1460）も伝わっている。